# Flannery O'Connorová
Mary Flannery O'Connorová (nepřechýleně O'Connor; 25. března 1925 Savannah, Georgie – 3. srpna 1964 Milledgeville, Georgie) byla americká spisovatelka. Přináleží k literatuře amerického Jihu, k její specifické větvi, tzv. jižanské gotice. Její prózy se odehrávají povětšinou právě na jihu USA, často v prostředí farmy.
Souborné vydání jejích povídek Complete Stories (Sebrané povídky) získalo roku 1972 Národní knižní cenu v kategorii próza.
O'Connor byla silně věřící katoličkou. Náboženství, kazatelství a víra hrají významnou roli už v jejím debutovém románu Moudrá krev,
promítají se však také do jejích kratších próz (např. povídky Řádní venkované, Řeka či Chromí vejdou jako první).
Zemřela na degenerativní onemocnění lupus.

### Romány
- Moudrá krev (Wise Blood, 1952)
  - Moudrá krev, Argo, Praha 2011, přeložil a doslovem opatřil Marcel Arbeit, ISBN 978-80-257-0509-4
- The Violent Bear It Away (/Násilníci po něm sahají/, 1960)

### Sbírky povídek
- Dobrého člověka těžko najdeš (A Good Man Is Hard to Find, 1955)
  - Dobrého člověka těžko najdeš a jiné povídky, Odeon, Praha 1988, přeložil František Vrba[pozn. 1]
  - Dobrého člověka těžko najdeš, Argo, Praha 2010, přeložili František Vrba, Tomáš Vrba, Marcel Arbeit a Karel Salaquarda, doslovem opatřil Marcel Arbeit ISBN 978-80-257-0283-3
- Všechno, co se povznáší, se musí setkat (Everything That Rises Must Converge, 1965)
  - Všechno, co se povznáší, se musí setkat, Argo, Praha 2013, přeložili Petr Onufer, Tomáš Vrba, František Vrba a Marcel Arbeit, doslovem opatřil Marcel Arbeit, ISBN 978-80-257-0869-9
- Tajemství a mravy (Mystery and Manners: Occasional Prose, 1969)
  - Tajemství a mravy, Argo, Praha 2019, přeložil Marcel Arbeit
- The Complete Stories (/Sebrané povídky/, 1971)

### Publicistika
- The Presence of Grace and Other Book Reviews (/Přítomnost milosti a jiné literární recenze/, 1983)

### Korespondence
- The Habit of Being: Letters of Flannery O'Connor (/Zvyk bytí/, 1979), ed. Sally Fitzgerald